# زیردریایی کلاس مارکرل
سابمارین کلاس مارکرل (به انگلیسی: Mackerel-class submarine) یک کلاس از زیردریایی است که طول آن ۲۴۳ فوت ۱ اینچ (۷۴٫۰۹ متر) می‌باشد.